# ایواتسوکی، سایتاما
ایواتسوکی (به لاتین: Iwatsuki-ku) یک منطقهٔ مسکونی در ژاپن است که در سایتاما واقع شده‌است. ایواتسوکی ۴۹٫۱۷ کیلومتر مربع مساحت و ۱۰۹٬۹۰۱ نفر جمعیت دارد.